# Åbyn
Åbyn är en småort i Byske socken, Skellefteå kommun, belägen vid E4 mitt mellan Skellefteå och Piteå, nära Åbyälvens mynning i Åbyfjärden i Bottenviken. 
Åbyälven är en attraktion för sportfiskeentusiaster då den är en av Sveriges fiskrikaste älvar, med ett stugområde med stugor nära älven och ut mot havet.

## Befolkningsutveckling
| Befolkningsutvecklingen i Åbyn 1960–2015                         | Befolkningsutvecklingen i Åbyn 1960–2015 | Befolkningsutvecklingen i Åbyn 1960–2015 | Befolkningsutvecklingen i Åbyn 1960–2015 | Befolkningsutvecklingen i Åbyn 1960–2015 |
| ---------------------------------------------------------------- | ---------------------------------------- | ---------------------------------------- | ---------------------------------------- | ---------------------------------------- |
|                                                                  |                                          |                                          |                                          |                                          |
| År                                                               |                                          |                                          | Folkmängd                                | Areal (ha)                               |
| 1960                                                             | 1960                                     |                                          | 170                                      | ¤                                        |
| 1990                                                             | 1990                                     |                                          | 121                                      | 25#                                      |
| 1995                                                             | 1995                                     |                                          | 118                                      | 24#                                      |
| 2000                                                             | 2000                                     |                                          | 103                                      | 24#                                      |
| 2005                                                             | 2005                                     |                                          | 110                                      | 26#                                      |
| 2010                                                             | 2010                                     |                                          | 100                                      | 26#                                      |
| 2015                                                             | 2015                                     |                                          | 103                                      | 55#                                      |
| Anm.: ¤ Som tätortsbebyggelse med 150-199 invånare # Som småort. |                                          |                                          |                                          |                                          |